# Britt Das
Britt Das (27 april 1998) is een Belgische actrice en theaterspeelster. Ze is de dochter van actrice Marleen Merckx.

## Biografie
Marleen Merckx beviel in 1998 op haar veertigste van Das, haar enige dochter. Als kind ging Das soms mee met haar vader, Michael Das, naar Studio Herman Teirlinck, waar hij filosofie gaf. Wanneer ze afstudeerde aan de middelbare school, moest ze van haar ouders de toelatingsproeven aan LUCA School of Arts doen. Das werd aanvaard en ging hier drama studeren. Naast haar rollen op televisie speelt Das ook theater. Zo was ze in 2024 te zien als Sonja in Thuis van Hugo Claus, naast onder andere Marilou Mermans en Koen Van Impe.

### Televisierollen
Haar eerste echte rol speelde Das in een aflevering van de politieserie Vermist op VT4, die werd uitgezonden in december 2011. Hierin speelde ze Kato, de dochter van de personages van Gene Bervoets en haar echte moeder, Merckx. Enkele maanden eerder, in oktober 2011, deden Merckx en Das voor het eerst een dubbelinterview, bij het weekblad Primo. Eerder was ze ook al eens kort te zien op Ketnet, waar ze in 2009 voor Moederdag samen met Merckx langskwam bij wrappers Kristien Maes en Leonard Muylle. Haar volgende televisierol liet lang op zich wachten, maar ondertussen was Das te zien in de realityreeks Bloed, Zweet & Luxeproblemen op Eén. Hierbij moest ze in ontwikkelingslanden enkele dagen samenleven en -werken met de lokale bevolking. Later organiseerde Das, samen met de andere deelnemers, acties om geld op te halen voor enkele personen die ze ontmoetten tijdens het programma.
In maart 2021, vijf jaar na de aanslagen in Brussel op 22 maart 2016, verscheen de fictieserie 22/3: Wij waren daar op VTM. Hierin speelde Das haar eerste hoofdrol als Hanne. In mei van dat jaar was ze bovendien samen met Merckx te zien in Moederdag, een realityreeks op VRT NU ter ere van de gelijknamige feestdag, waarin moeders en hun kind reflecteren over het moederschap.
Een jaar later, in maart 2022, speelde ze mee in de VTM-telenovela Lisa, als Céline van Noten. Dat jaar was ze ook voor het eerst te zien in een film, Gastarbeiders. In mei 2023 was ze vervolgens voor het eerst te zien als Jill in de soap Familie, eveneens op VTM. De makers van de reeks contacteerden Das voor een screentest na haar bezig gezien te hebben in Lisa. Haar moeder speelde toen al jaren mee als Simonne Backx in Thuis op Eén, de grootste soapconcurrent van Familie. In 1998 vertolkte ook Das zelf een rol in Thuis, destijds nog op TV1. Ze was toen, weliswaar als baby, te zien als Franky Bomans.

## Filmografie
| Jaar            | Programma                    | Rol              | Opmerkingen    |
| --------------- | ---------------------------- | ---------------- | -------------- |
| 1998            | Thuis                        | Franky Bomans    | als baby       |
| 2009            | Ketnet                       | zichzelf         | bij wrappers   |
| 2011            | Vermist                      | Kato Coninckx    |                |
| 2018            | Bloed, Zweet & Luxeproblemen | zichzelf         | realityreeks   |
| 2021            | 22/3: Wij waren daar         | Hanne            |                |
| 2021            | Moederdag                    | zichzelf         | realityreeks   |
| 2022            | Lisa                         | Céline van Noten |                |
| 2022            | Gastarbeiders                | ?                | kortfilm       |
| 2023-2024, 2025 | Familie                      | Jill Delrue      |                |
| 2024            | De zevende dag               | zichzelf         | praatprogramma |
| 2024            | Moresnet                     | Nora Steppe      |                |